# Testudovolva nipponensis
Testudovolva nipponensis là một loài ốc biển, là động vật thân mềm chân bụng sống ở biển thuộc họ Ovulidae.

## Miêu tả
Kích thước vỏ ốc khoảng 5 mm và 14 mm

## Phân bố
Loài này phân bố ở Thái Bình Dương dọc theo Nhật Bản và Philippines.